# Los Caminos
Los Caminos är en ort i Honduras.   Den ligger i departementet Departamento de Cortés, i den västra delen av landet, 130 km nordväst om huvudstaden Tegucigalpa. Los Caminos ligger 724 meter över havet och antalet invånare är 1 146.
Terrängen runt Los Caminos är kuperad åt nordost, men åt sydväst är den platt. Runt Los Caminos är det ganska tätbefolkat, med 144 invånare per kvadratkilometer. Närmaste större samhälle är Santa Cruz de Yojoa, 8,1 km nordost om Los Caminos.  